# Łunica czerwona
Łunica czerwona (Pyrrhosoma nymphula) –  gatunek owada z rzędu ważek, należący do podrzędu ważek równoskrzydłych i rodziny łątkowatych (Coenagrionidae).
Wygląd
Długość ciała wynosi 34 mm, a rozpiętość skrzydeł 48 mm.
W ich ubarwieniu dominuje kolor czerwony.
Występowanie
Występuje w prawie całej Europie oraz Azji Mniejszej, niewielkie populacje także w północnym Maroku, północnej Tunezji i północnym Iranie. W Polsce na terenie całego kraju. W Tatrach występuje do wysokości 1226 m n.p.m. Głównie zasiedla wody płynące. W zachodniej części kraju można ją spotkać np. nad jeziorami, gdyż często zasiedla również wody stojące.